# Tô Châu Giả thị
Họ Ga tại Soju, Hán Việt hóa là Tô Châu Giả thị (chữ Hán: 蘇州 賈氏, Sūzhōu gǔshì; tiếng Hàn: 소주 가씨, Soju Ga-ssi), tức dòng họ Giả (hay Ga) tại Sotae, huyện Taean, tỉnh Chungcheong Nam, Hàn Quốc. Thủy tổ của dòng họ này là Giả Duy Dược (賈維鑰), hay Ga Yu-yak. Ông sáng lập nên bổn quán sau khi lập được công trong cuộc chiến tranh giữa Nhật Bản và Triều Tiên giai đoạn 1592-1598. Theo thống kê năm 2015 thì họ này có khoảng 8.798 người.

## Một số nhân vật hiện đại tiêu biểu
- Ga Deuk-yeom (가득염) - Cựu vận đông viên bóng chày chuyên nghiệp Hàn Quốc (gốc ở Daejeon)
- Ga Nae-yeong (가내영) - Cựu vận đông viên bóng chày chuyên nghiệp Hàn Quốc (gốc ở Incheon)
- Ga Ae-ran (가애란) - Phát thanh viên đài truyền hình KBS (gốc ở Taean)